# Hole - L'abisso
Hole - L'abisso (The Hole in the Ground) è un film del 2019 diretto da Lee Cronin.
Il film è interpretato da Seána Kerslak, James Cosmo, Kati Outinen, Simone Kirby, Steve Wall e James Quinn Markey.

## Trama
In fuga dal passato, Sarah decide di iniziare una nuova vita con suo figlio Chris ai margini di una piccola cittadina rurale. Dopo la scoperta di un misterioso cratere, con in fondo una buca, nella vasta foresta che confina con la loro nuova casa, Sarah vede suo figlio nelle vicinanze del cratere. In seguito a strani incontri, tra cui un'anziana vicina di casa, che, in preda ad una strana crisi, le urla che Chris non é suo figlio, Sarah inizia ad avere dei dubbi su Chris, accompagnati da strane visioni distorte della realtà. Un giorno si ritrova davanti al cratere ad osservarlo con inquietudine e ritrova uno dei giocattoli preferiti dal figlio, ma lui nega di essere andato nel bosco da solo, ed ha una crisi di rabbia in cui spinge con forza inaudita il tavolo contro sua madre. Nella notte, Sarah spia il bambino dal buco della serratura della sua cameretta, assistendo a strani comportamenti. Ora deve lottare per scoprire se i cambiamenti inquietanti che si manifestano nel suo bambino sono una trasformazione riconducibile a quell'abisso, apparentemente ben più sinistro e minaccioso delle sue stesse paure materne.

## Distribuzione
Il film è stato presentato in anteprima mondiale al Sundance Film Festival il 25 gennaio 2019. È stato distribuito il 1º marzo 2019 da Wildcard Distribution in Irlanda e da Vertigo Releasing nel Regno Unito. In Italia viene distribuito a partire dal 10 ottobre seguente.